# Février 1916 (guerre mondiale)
Janvier 1916 - février 1916 - Mars 1916
- 2 février :
  - Nomination de Boris Stürmer, président du conseil des ministres de l'empire russe.
  - Premiers essais du char d'assaut Little Willie en Grande-Bretagne, en présence du roi.

- 3 février : 
  - Institution du service militaire obligatoire au Royaume-Uni. 4 millions d’hommes sont mobilisés (24 %) et 1,5 million de personnes sont employées dans les industries de guerre.

- 8 février : 
  - Bombardement de Smyrne par des monitors britanniques.
  - Décision du gouvernement allemand de débuter le 1er mars la guerre sous-marine sans restriction dans la bataille de l'Atlantique : les navires marchands pourvus de canons sont promis à être torpillés.

- 12 février : 
  - Bataille de Salaita : victoire des unités allemandes en Afrique de l'Est.

- 13 février : 
  - Constitution de la 1re brigade russe (2 régiments). Elle part de Moscou par le transsibérien et arrive en Mandchourie à Dairen le 28 février, d'où elle embarque pour la France sur des navires français.

- 15 février : 
  - Le roi des Belges, Albert Ier, reçoit la visite de George Curzon, alors membre du cabinet de guerre britannique. À la suite de cette visite, les négociations de paix séparée germano-belge sont définitivement rompues à l'initiative des plénipotentiaires belges.

- 16 février : 
  - Prise d'Erzurum par les unités russes du Caucase.

- 18 février : 
  - Reddition des forces allemandes engagées dans la défense de la colonie allemande du Kamerun.

- 21 février : 
  - Début de la bataille de Verdun : l'’artillerie allemande pilonne les positions françaises sur un front de 12 km.

- 29 février : 
  - Échec allemand devant le fort de Douaumont.
  - Le croiseur britannique Alcantara et le navire allemand Grief se coulent mutuellement.